# Magdalena Pawlaczyk
Magdalena Joanna Pawlaczyk (ur. 27 maja 1986 we Wrocławiu) – polska koszykarka występująca na pozycjach silnej skrzydłowej lub środkowej.

## Osiągnięcia
Stan na 3 maja 2024, na podstawie, o ile nie zaznaczono inaczej.

### NJCAA
- Wicemistrzyni Regionu IX NJCAA (2006)[4]
- Zaliczona do:
  - I składu:
    - All-Region IX (2006, 2007)
    - turnieju All-Region IX (2006)
    - konferencji (2006, 2007)

  - honorable mention All-American (2007)

### NCAA
- Uczestniczka turnieju NCAA (2008)
- Mistrzyni turnieju konferencji Southland (2008)

### Reprezentacja
- Wicemistrzyni Europy U–20 (2005)[5]
- Uczestniczka mistrzostw Europy U–20 (2005, 2006 – 15. miejsce)[6]